# Madhuca curtisii
Madhuca curtisii là một loài thực vật có hoa trong họ Hồng xiêm. Loài này được (King & Gamble) Ridl. mô tả khoa học đầu tiên năm 1925.